# Acestrorhynchus britskii
Acestrorhynchus britskii är en fiskart som beskrevs av Menezes, 1969. Acestrorhynchus britskii ingår i släktet Acestrorhynchus och familjen Acestrorhynchidae. Inga underarter finns listade i Catalogue of Life.